# Guido della Torre
Guido della Torre (27. září 1259 – léto 1312) byl mezi lety 1302 a 1312 milánským pánem.

## Život

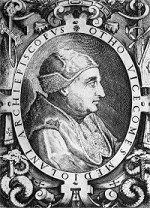
Ottone Visconti

Narodil se jako syn Fransesca della Torre, bratra milánského pána Napoleona della Torre, a jeho manželky Giuliy Castiglioni.
Guidovo dětství se odehrávalo ve znamení bojů jeho guelfské rodiny s ghibellinskou konkurenční rodinou Viscontiů, konkrétně jejich hlavou Ottonem Viscontim. V roce 1277 Viscontiové Torriany porazili v bitvě u Desia, v níž padl Guidův otec. Guido, jenž se bitvy také zúčastnil, v ní byl spolu se svým strýcem Napoleonem zajat, a uvězněn v hradu Baradello. Ottone Visconti se tak stal novým milánským pánem.
Z Baradella se Guidovi s pomocí Williama VII. z Montferratu o sedm let později ale podařilo uprchnout. Následně se téměř okamžitě postavil do čela protiviscontiovské koalice a začal usilovat o navrácení Milána svému rodu. Jeho snahy však roku 1286 neúspěšně skončily uzavřením míru. Následující rok se díky iniciativě svého strýce Rajmunda della Torre, akvilejského patriarchy, stal podestou v Trevisu. V roce 1302 Gudiovi spojenci Alberto Scotti, pán Piacenzy, a Giovanni I., monferratský markýz, porazili Ottoneho nástupce na milánském trůně Mattea I. Viscontiho a donutili ho, aby Miláno předal Guidovi. Nový milánský pán se posléze oženil s dcerou hraběte Filipa Langosca. Filipovi synové Francesco a Simon se zároveň oženili s vnučkou Alberta Scottiho a dcerou Pietra Viscontiho.

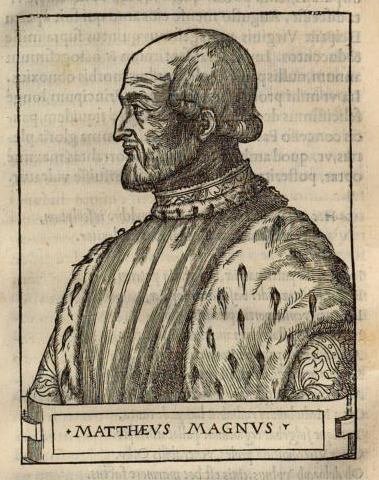
MMatteo I. Visconti

Ačkoli se v roce 1302 Guidovi podařilo porazit Mattea Viscontiho při jeho pochodu na město Como, vláda Torriánů v Miláně zůstala značně vratká. O dva roky později se Guido zdržoval v Tortoně, aby jako rozhodčí vyřešil vnitřní problémy tohoto města. V Miláně proti Torrianské nadvládě jeho soupeři mezitím ovšem zosnovali spiknutí. Kvůli zradě jednoho ze spiklenců Guido vzpouru včas objevil a vzápětí potlačil. Poté se stal vůdcem guelfské koalice, jež se snažila zabránit městům Brescii, Mantově a Veroně, aby obnovili Suardimovu vládu v Bergamu. Po střídavých úspěších na obou stranách, které nevedly k definitivnímu řešení, se Matteo Visconti spojil s Brescií a Veronou a pokusil se překvapit milánskou armádu na mostě Vaprio. Viscontiův pokus ale ztroskotal, a Matteo se proto uchýlil se do Peschiera del Garda, kde čekal na lepší příležitost, kdy by Guida mohl zbavit moci.
V roce 1307 Guido della Torre zaznamenal další úspěch, když byl na jeden rok jmenován kapitánem milánského lidu. Tutéž funkci na dva roky současně získal i v Piacenze, kam zároveň dosadil svého příbuzného Passerina della Torre na post padesty. Roku 1308 se syn Guidova bratrance Cassone della Torre stal milánským arcibiskupem, což byl pro Torriany další významný úspěch. Téhož roku Guido válčil s Brescií, nakonec s ní ale uzavřel mír, čímž v Miláně upevnil své postavení. Následně byl na doživotí jmenován kapitánem milánského lidu. V květnu 1309 v Piacenze vypuklo povstání, které odtud Torriany vypudilo. Brzy poté Guido pojal podezření vůči arcibiskupovi Cassonovi, že vyjednává s milánskými nepřáteli. Ve skutečnosti však arcibiskupovi pouze vadila přílišná moc, kterou Guido v Miláně nabyl. Milánský pán Cassana proto nechal uvěznit. Do sporu se poté vmísili Guidovi soupeři, kteří mezi Guidem a Cassanem zprostředkovali mírovou dohodu. Podle ní měl arcibiskup možnost opustit Miláno, avšak s podmínkou že Guida či jeho přívržence nesmí exkomunikovat, ani nad nimi vyhlásit interdikt, což Cassano ale vzápětí porušil. Incident s milánským arcibiskupem velmi oslabil Guidovo postavení. Na straně první se Cassano totiž spřátelil s Mateem Viscontim a na straně druhé klesla Guidova vážnost mezi guelfskými městy.

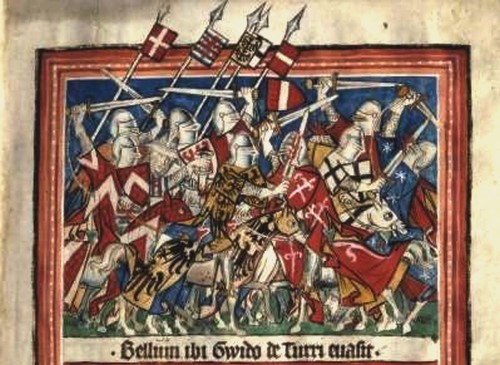
Jindřich VII. potlačuje milánské povstání (Balduineum)

Když se v roce 1311 vydal římskoněmecký král Jindřich VII. Lucemburský do Itálie za císařskou korunovací, Guido se postavil do čela jeho odpůrců. V prosinci 1310 Jindřichova vojska vstoupila do Milána a Guido byl donucen uznat Jindřichovu svrchovanost. Římskoněmecký král posléze mezi Guidem a Matteem I. Viscontim zprostředkoval mír. Dne 6. ledna 1311 byl Jindřich v Miláně korunován lombardskou železnou korunou na lombardského krále. Následně však nedokázal zabránit vzrůstajícímu napětí mezi ním a guelfskou stranou, když od italských měst požadoval vybírat 300 000 florinů ročně. V únoru 1311 proti Jindřichovi v Miláně propuklo povstání. Zda za touto rebelií stál Torre není jisté. Král povstání každopádně utopil v krvi a Guida donutil opustit město, jež předal do rukou Viscontimu.
Guido z Milána uprchl nejprve do Lodi a poté do Cremony. Selhaly jak jeho snahy uzavřít spojenectví s Bolognou a Florencií, tak Viscontiho porazit v bitvě u Soncina, čímž definitivně ztroskotaly naděje na obnovení torriánské vlády v Miláně. Již v roce 1312 Guido v Cremoně jako vyhnanec skonal.